# Mount Zeppelin
Mount Zeppelin är ett berg i Antarktis. Det ligger i Västantarktis. Argentina, Chile och Storbritannien gör anspråk på området. Toppen på Mount Zeppelin är 1 265 meter över havet, eller 697 meter över den omgivande terrängen. Bredden vid basen är 4,5 km.
Terrängen runt Mount Zeppelin är kuperad åt nordväst, men åt sydost är den bergig. Havet är nära Mount Zeppelin västerut. Trakten är obefolkad. Det finns inga samhällen i närheten.